# Robert Pattinson
Robert Thomas-Pattinson (n. 13 mai 1986, Londra, Anglia, Regatul Unit) este un actor, manechin și muzician englez, cunoscut pentru rolul său din Harry Potter și Pocalul de Foc și Twilight. În Harry Potter l-a interpretat pe Cedric Diggory, iar în 2007 el a fost ales să joace încă un personaj fictiv, pe misteriosul Edward Cullen, unul dintre personajele principale ale seriei Amurg de Stephenie Meyer, în filmul cu același nume. El a mai jucat în The Batman 2022.

## Biografie
Pattinson s-a născut în Londra, Anglia. Mama lui Clare lucra pentru o agenție de modeling, iar tatăl lui Richard importa mașini vintage din Statele Unite. Pattinson a studiat la Tower House School și la Harrodian School. Are două surori mai mari, Lizzy și Victoria.
Robert cânta la chitară de la 5 ani, iar la pian de la 3.S-a implicat în teatru cu ajutorul Barnes Theatre Company. După ce a acumulat experiență în spatele scenei, s-a apucat de actorie. A captat atenția unui agent într-o piesă Tess a D'Urbervilles, iar de atunci a început să caute roluri profesioniste.
În anul 2005 l-a interpretat pe Cedric Diggory în filmul Harry Potter și Pocalul de Foc.
În 2007 a apărut ca imaginea Hackett pentru colecția de toamnă 2007.
A apărut în rolurile principale din filmele How To Be (2008) și Little Ashes (2009). În decembrie 2007, Summit Entertainment a anunțat că Pattinson îl va interpreta pe Edward Cullen în filmul Twilight, bazat pe cartea cu același nume, scrisă de Stephenie Meyer. Filmul a avut lansarea oficială pe 21 noiembrie 2008, în Statele Unite ale Americii.

## Filmografie
| An   | Titlu                           | Rol             |
| ---- | ------------------------------- | --------------- |
| 2004 | Vanity Fair                     | Rawdy Crawley   |
| 2004 | Inelul Nibelungilor             | Giselher        |
| 2005 | Harry Potter și Pocalul de Foc  | Cedric Diggory  |
| 2006 | The Haunting of Toby Jugg       | Toby Jugg       |
| 2007 | The Bad Mother's Handbook       | Daniel Gale     |
| 2007 | Harry Potter și Ordinul Phoenix | Cedric Diggory  |
| 2008 | How To Be                       | Art             |
| 2008 | The Summer House                | Richard         |
| 2008 | Twilight                        | Edward Cullen   |
| 2009 | Little Ashes                    | Salvador Dalí   |
| 2009 | New Moon                        | Edward Cullen   |
| 2010 | Remember Me                     | Tyler Hawkins   |
| 2010 | Eclipse                         | Edward Cullen   |
| 2011 | Breaking Dawn                   | Edward Cullen   |
| 2011 | Water for Elephants             | Jacob Jankowski |
| 2012 | "Cosmopolis"                    | Eric Packer     |
| 2016 | "orașul pierdut Z"              | - Henry Costin  |
| 2017 | "Good Time"                     | Connie Nikas    |
| 2018 | "High Life"                     | - Monte         |
| 2019 | "King"                          | The Dauphin     |
| 2020 | "Tenet"                         | Neil            |
| 2021 | "The Batman"                    | Batman          |

## Premii
MTV Movie Awards(2009)-The Best Male Performance for Twilight,
MTV Movie Awards(2009)-The Best Fight for Twilight(cu Cam Gigandet),
MTV Movie Awards(2009)- The Best Kiss for Twilight(cu Kristen Stewart),
Hollywood Film Festival(2008)-New Hollywood,
Strasbourg International Film Festival (2008)-Best Actor for: How to Be,
Teen Choice Award(2009)-Choice Hottie - Male,
Teen Choice Award(2009)-Choice Movie Actor: Drama for Twilight,
Teen Choice Award(2009)-Choice Movie Liplock for Twilight,
Teen Choice Award(2009)-Choice Movie Rumble for Twilight,
MTV Movie Awards(2010)-The Best Performance for Men.

## Nominalizari
Empire Award, UK(2009)-Best Newcomer,
People's Choice Award,U.S.A.-Favorite Movie Actor,
People's Choice Award,U.S.A.-Favorite On-Screen Team for Twilight.